# Admontia occidentalis
Admontia occidentalis là một loài ruồi trong họ Tachinidae.